# Ny Vestergade
Ny Vestergade er en gade mellem Frederiksholms Kanal og Vester Voldgade i Indre By i København. Nationalmuseets hovedindgang er placeret i gaden. Gaden er desuden en del af en monumentalakse, der går fra Christiansborgs tårn over Christiansborg Ridebane, Marmorbroen, Ny Vestergade og Dantes Plads til Ny Carlsberg Glyptotek.
Gaden blev etableret sammen med de øvrige gader i området, da kvarteret Frederiksholm blev anlagt i 1660'erne. Den omtales som Den Nye Vestergade i 1665 men kaldtes for det meste Wigandts Gade efter vinhandleren og skibsejeren Wigand Michelbecker (1636-1692), der havde en ejendom, hvor Nationalmuseet nu ligger. Ordet Ny er til skelnen fra den gamle Vestergade, der ligger i nærheden.

## Kendte bygninger
Nationalmuseet optager hele den nordlige side af gaden. Hovedindgangen med en lille plads foran blev skabt af Mogens Clemmensen, Arne Nystrøm og Gehrdt Bornebusch i forbindelse med deres udvidelser af museet mellem 1929 og 1938.
Nr. 9, der blev bygget noget tid før 1770, er en af de ældste bygninger i gaden.
Den toeages nr. 11 blev bygget som kombineret lager og stald for købmand I. Lund i 1831. Københavns Universitet overtog bygningen i 1857, og den blev efterfølgende ombygget i neoklassisk stil af Johan Henrik Nebelong i 1858. Nebelong tilføjede også en fløj i 1859, der husede universitets kemiske laboratorium. En mindeplade fortæller, at August Krogh levede og arbejdede i bygningen fra 1910 til 1927.
Nr. 13 blev bygget i 173 for kroejer Christen Christensen Bording, formentlig af en af Caspar Frederik Harsdorffs elever. En senere ejer, Christian Ludvig Maag, udvidede huset med en ekstra etage i 1855-1857. Maag gav også bestillinger til Georg Hilker, P.C. Skovgaard og Constantin Hansen. Bygningen er nu en del af Dansk Arbejdsgiverforenings hovedkvarter.